# The Binding
The Binding (hebrejsky העקידה‎) je izraelský hraný film z roku 2024, který režíroval Eyal Kantor jako svůj druhý celovečerní film po Like Me. Film měl světovou premiéru na festivalu LGBT filmů TLVFest v Tel Avivu dne 9. listopadu 2024.

## Děj
21letý Binjamin se odstěhoval od rodičů a bydlí v Tel Avivu, kde pracuje jako barman. Navazuje krátkodobé vztahy. Jednoho večera se dostane do konfliktu s jedním z návštěvníků baru. Pomůže mu jeho šéf a majitel baru Avinoam, ortodoxní Žid. Jednou v pátek večer je Avinoam napaden v garáži a zraněn. Binjamin mu nabídne, aby strávil blížící se šabat u něj doma. Následně vyjde na světlo temné Avinoamovo tajemství z minulosti. 

## Obsazení
| Yoav Keren     | Binjamin        |
| Shimon Mimran  | Avinoam         |
| Tal Ben Elazar | muž v baru      |
| Amit Elyahu    | zpěvák na ulici |
| Meged Hayon    | Urija           |
| Ori Paniri     | Amir            |
| Nitay Yoel     |                 |